# Svendborg Værft

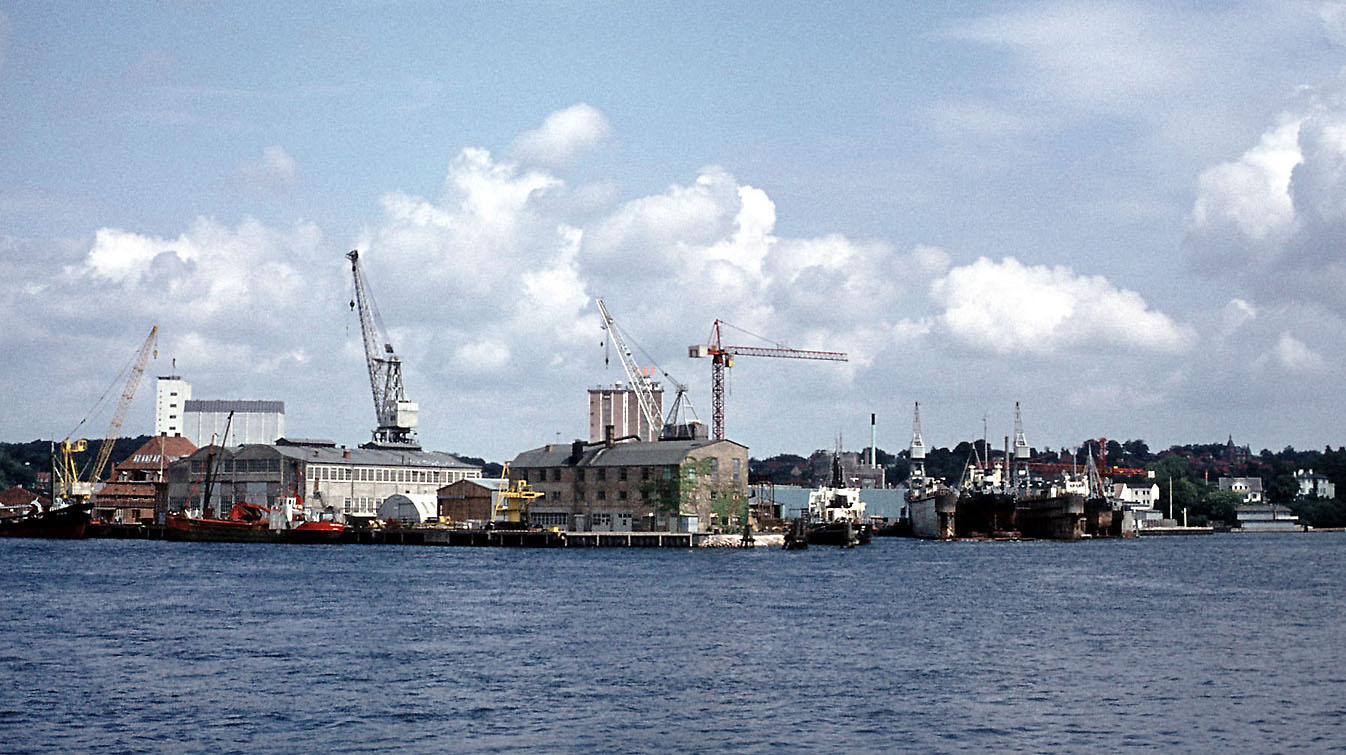
Svendborg Skibsværft (1973)

Die Werft Svendborg Værft A/S in der dänischen Stadt Svendborg bestand von 1907 bis 2001.

## Geschichte
Die Wurzel der Werft gehen auf die 1867 von dem Schiffbauer Jørgen Ring-Andersen als Holzschiffwerft in Svendborg gegründete J. Ring-Andersen Skibsværft zurück.
Nachdem in der Ursprungswerft Erfahrungen im Eisenschiffbau gemacht worden waren, wurde 1907 die Ring Andersens Staalskibsværft (Stahlschiffswerft) gegründet.
1916 wurde das Unternehmen in eine Aktiengesellschaft umgewandelt und firmierte seitdem unter dem Namen A/S Svendborg Skibsværft og Maskinbyggeri. In der Zeit ihres Bestehens entstanden zahlreiche verschiedene Schiffstypen und Schiffsmotoren in der Werft.
Außer im Spezialschiffsbau machte sich das Unternehmen in der Konstruktion von Serienschiffen einen Namen. Daneben wurde eine Schiffsreparaturabteilung mit Schwimmdocks bis zu 15.000 Tonnen Tragfähigkeit betrieben. Ende der 1980er, Anfang der 1990er Jahre baute die Werft die vier Schiffe der Thetis-Klasse der Dänischen Marine.
1999 ging das Unternehmen nach längerer Durststrecke in Konkurs, konnte jedoch zunächst durch örtliche Investoren und mit erheblich verkleinertem Personalstamm als Repair Yard Svendborg A/S wiedereröffnet werden. Auch dieses Nachfolgeunternehmen geriet in finanzielle Schieflage und wurde daraufhin 2001 geschlossen. Das Betriebsgelände wurde später vom Windkraftanlagenbauer Vestas übernommen.
Insgesamt entstanden rund 200 Schiffe auf der Werft.